# Сизий Микола Гнатович
Микола Гнатович Сизий (нар. 21 травня 1948) — український радянський діяч, новатор виробництва, бригадир трубопрокатного цеху № 2 Нікопольського Південнотрубного заводу Дніпропетровської області. Член Ревізійної Комісії КПУ в 1986—1990 р. Член ЦК КПУ в 1990—1991 р.

## Біографія
Освіта середня. Служив у Радянській армії.
У 1970-х—1990-х рр. — бригадир станів холодної прокатки труб трубопрокатного (трубоволочильного) цеху № 2 Нікопольського Південнотрубного заводу імені 50-річчя Великої Жовтневої соціалістичної революції Дніпропетровської області.
Член КПРС. Новатор виробництва.
У 1990-х—2010-х — директор первинної профспілкової організації Закритого акціонерного товариства «Сентравіс продакшн Юкрейн» міста Нікополя Дніпропетровської області.
Потім — на пенсії у місті Нікополі Дніпропетровської області. Голова ради ветеранів підприємства «Сентравіс продакшн Юкрейн» (колишнього Нікопольського Південнотрубного заводу).

## Нагороди
- ордени
- медалі